# 布里安娜·斯图尔特
布里安娜·麦肯齐·斯图尔特（1994年8月27日—），美国职业篮球运动员，现效力于WNBA的紐約自由人。斯图尔特在2016年WNBA选秀中成为选秀状元。她曾带领康涅狄格哈士奇队获得4次全国冠军，并4次获得最终四强赛最杰出球员（MOP）。她是2016年WNBA年度最佳新秀，曾两次入选全明星，并在2018年被评为WNBA最有价值球员。

## 延伸阅读
- Current Biography Yearbook 2017. , 2017. Print.
- Altavilla, John. "Breanna Stewart: Tall On Talent, Short On Ego." Courant.com, Hartford Courant, November 14, 2014, www.courant.com/sports/uconn-womens-basketball/hc-ss-breanna-stewart-uconn-women-20141111-story.html.